# Dendrochilum longibracteatum
Dendrochilum longibracteatum är en orkidéart som beskrevs av Ernst Hugo Heinrich Pfitzer. Dendrochilum longibracteatum ingår i släktet Dendrochilum och familjen orkidéer.
Artens utbredningsområde är Sumatera. Inga underarter finns listade i Catalogue of Life.